# 탈립 콸리

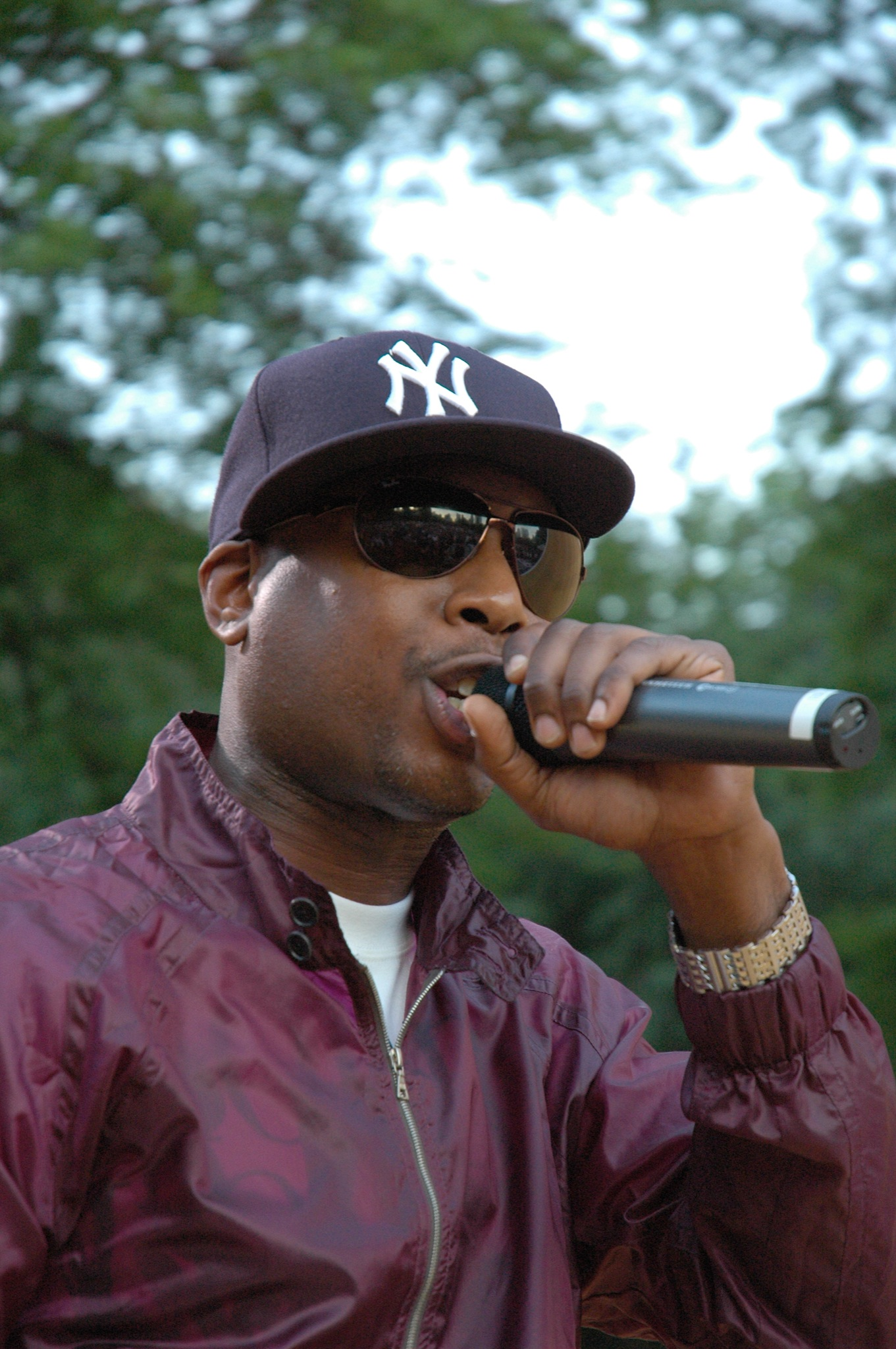
2008년 브루클린에서 공연하는 탈립

탈립 콸리 그린 (Talib Kweli Greene, 1975년 10월 3일 ~ )은 뉴욕주, 브루클린 출신의 미국인 MC이다. 그는 가장 호평을 받으며, 상업적이지 않은, 성공한 래퍼들 중 하나이다. 아랍어로 그의 첫 번째 이름은 "학생" 혹은 "구도자"를 뜻하며, 스와힐리어로 그의 중간 이름은 "진실"을 뜻한다. 크웰리는 동료 MC 모스 데프와 함께 한, 그룹《Black Star》를 통하여 대중의 지명도를 얻었다.

## 참고
1. ↑  Rott, Ivan. “Talib Kweli”. 2009년 2월 13일에 원본 문서에서 보존된 문서. 2008년 12월 27일에 확인함.